# Isadora Duncan
Pour les articles homonymes, voir Duncan.
Angela Isadora Duncan, simplement dite Isadora Duncan, est une danseuse d'origine américaine naturalisée soviétique, née le 26 ou 27 mai 1877 dans le quartier irlandais de San Francisco et morte le 14 septembre 1927 à Nice.
Au cours de son existence, Isadora Duncan révolutionne la pratique de la danse par un retour au modèle des figures antiques grecques. Par sa grande liberté d'expression, privilégiant la spontanéité et le naturel, elle apporte les premières bases de la danse moderne européenne à l'origine de la danse contemporaine. Influencée par son frère Raymond Duncan sur un retour à l'hellénisme et au culte du corps, elle veut redonner sa place à la beauté et à l'harmonie du corps, osant s'exhiber presque nue, à peine dissimulée par quelques voiles. Par ailleurs, son travail chorégraphique accorde une place particulière à la spiritualité.
Elle est la fondatrice de plusieurs écoles de danse, aux États-Unis, en Europe et en Russie.

## Biographie

### Jeunesse et formation

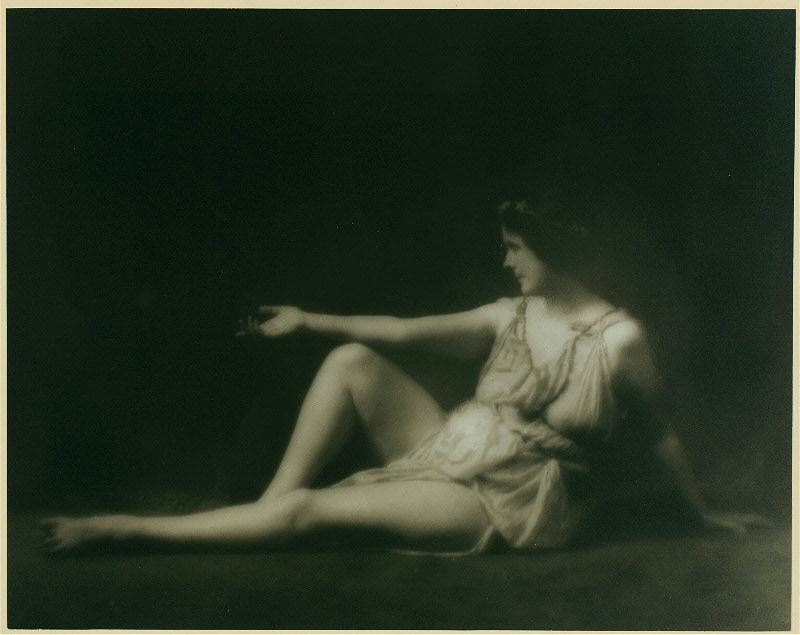
Photographie anonyme non sourcée.

Isadora Duncan naît au no 55 Geary Street à San Francisco le 26 ou le 27 mai 1877. Elle est la benjamine de quatre enfants dont ses deux frères, Raymond et Augustin, et sa sœur Élisabeth. Ses parents sont Charles Duncan, homme des arts et banquier à la Bank of California, et Mary Dora Gray.
Peu après la naissance d'Isadora, son père se retrouve sans emploi et ruiné, à la suite de la faillite de la banque. Ils doivent alors se séparer de leur maison. Puis sa mère apprend que son mari entretient une relation extra-conjugale. Selon un article publié sur le site du San Francisco Museum, sa maîtresse serait la poétesse Ina Coolbrith. Les parents divorcent en 1879 et Mary Dora Gray s'installe avec ses enfants à Oakland, où elle travaille comme pianiste et professeur de musique. Isadora va fréquenter l'école dans ses jeunes années mais l'abandonne rapidement. Pour son caractère indépendant, le système scolaire se révèle bien trop contraignant. D'autre part, sa famille étant pauvre, sa sœur et elle se mettent rapidement à donner des cours de danse aux enfants du quartier afin de contribuer aux finances de la famille. Isadora a douze ans et cette école de danse, où elles enseignent alors la valse et la polka, est la première d'une longue série.

### Danseuse
En 1895, elle devient membre de la compagnie de théâtre Augustin Daly à New York mais est rapidement déçue par cet art. En 1899, elle décide d'aller en Europe, d'abord à Londres puis, un an plus tard, à Paris. C'est là, en deux ans, qu'elle obtient le succès et la notoriété. En effet, aidée par Loïe Fuller qui avait déjà beaucoup de succès et qui l'accueille dans sa compagnie en 1902, Isadora se fait remarquer dans les salons artistiques de Londres, Paris, Berlin et Munich.

### Académie de danse

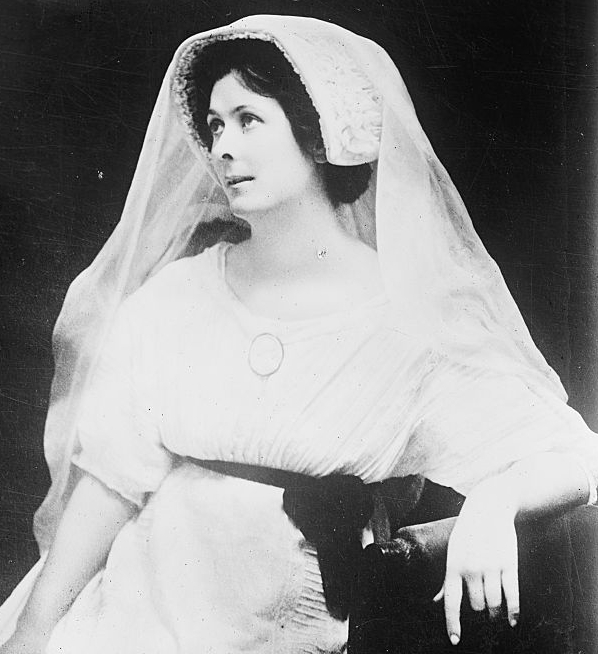
Isadora Duncan dans les années 1910.

À Paris, l'effervescence de la vie de bohème de Montparnasse ne lui convient pas. Elle s'installe à l'hôtel de Biron, rue de Varenne, où elle fonde une école de danse en 1905 et y exerce jusqu’en 1908. Elle y est voisine d'Auguste Rodin, « son ami et son maître » selon son récit intitulé Ma vie publié en 1927. Elle l'avait rencontré en 1900 à l'exposition du pavillon de l'Alma. En 1909, elle emménage dans deux grands appartements au 5 rue Danton : le rez-de-chaussée devient son logement et le premier étage fait office d’académie de danse. Pieds nus, vêtue d'écharpes clinquantes et de fausses tuniques grecques, elle crée un style primitif basé sur l'improvisation chorégraphique pour aller à l'encontre des styles rigides de l'époque. Elle est particulièrement inspirée par la mythologie grecque. Elle rejette les pas de ballet traditionnel pour mettre en valeur l'improvisation, l'émotion et la forme humaine. Isadora Duncan pense que le ballet classique, avec ses règles strictes et ses codifications, est « laid et contre nature ». Un nombre très important de personnes se rallient à sa philosophie, ce qui lui permet d'ouvrir une école et d'y enseigner.

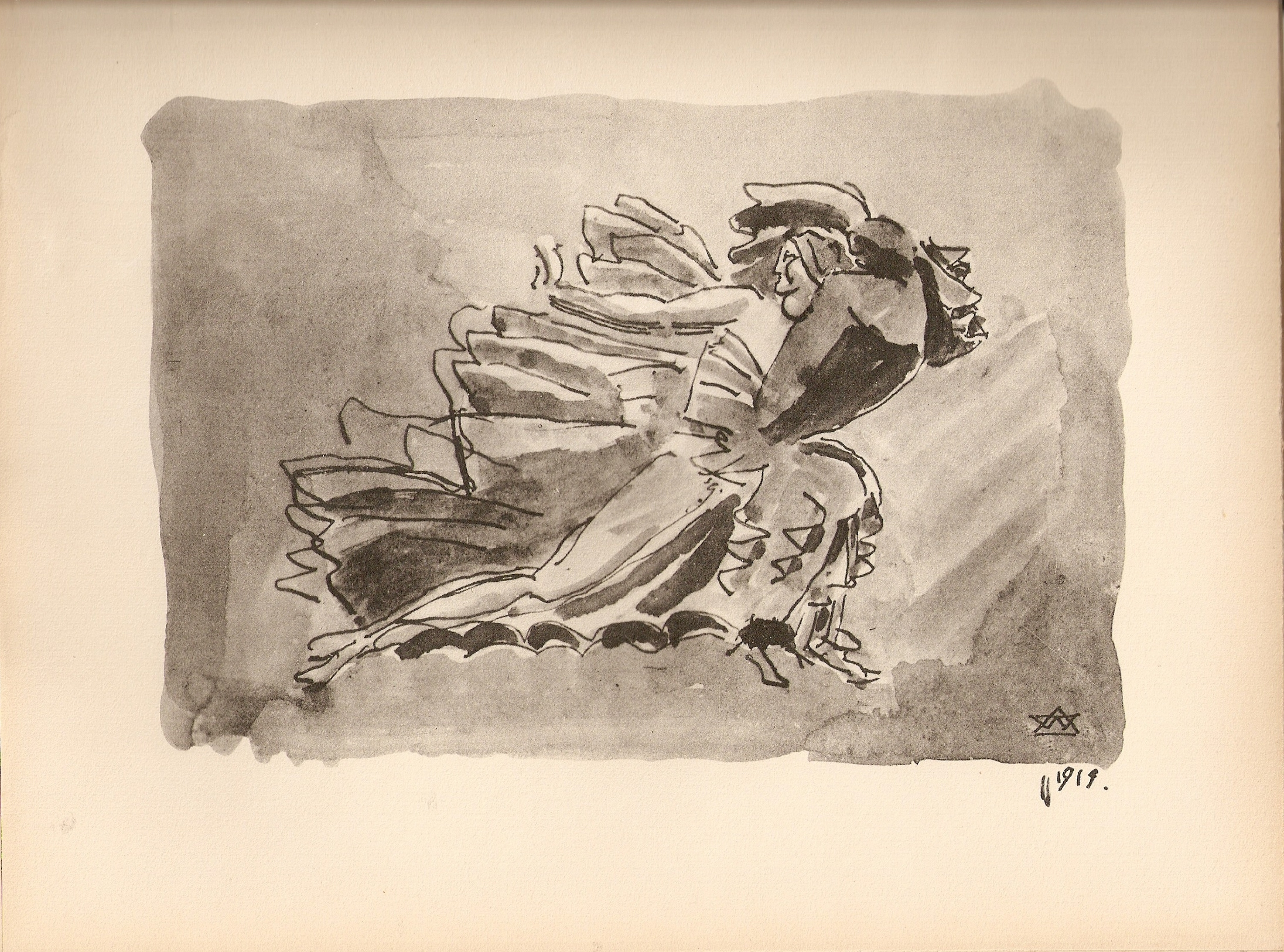
Isadora Duncan, illustration par Antoine Bourdelle (cadrage erroné).

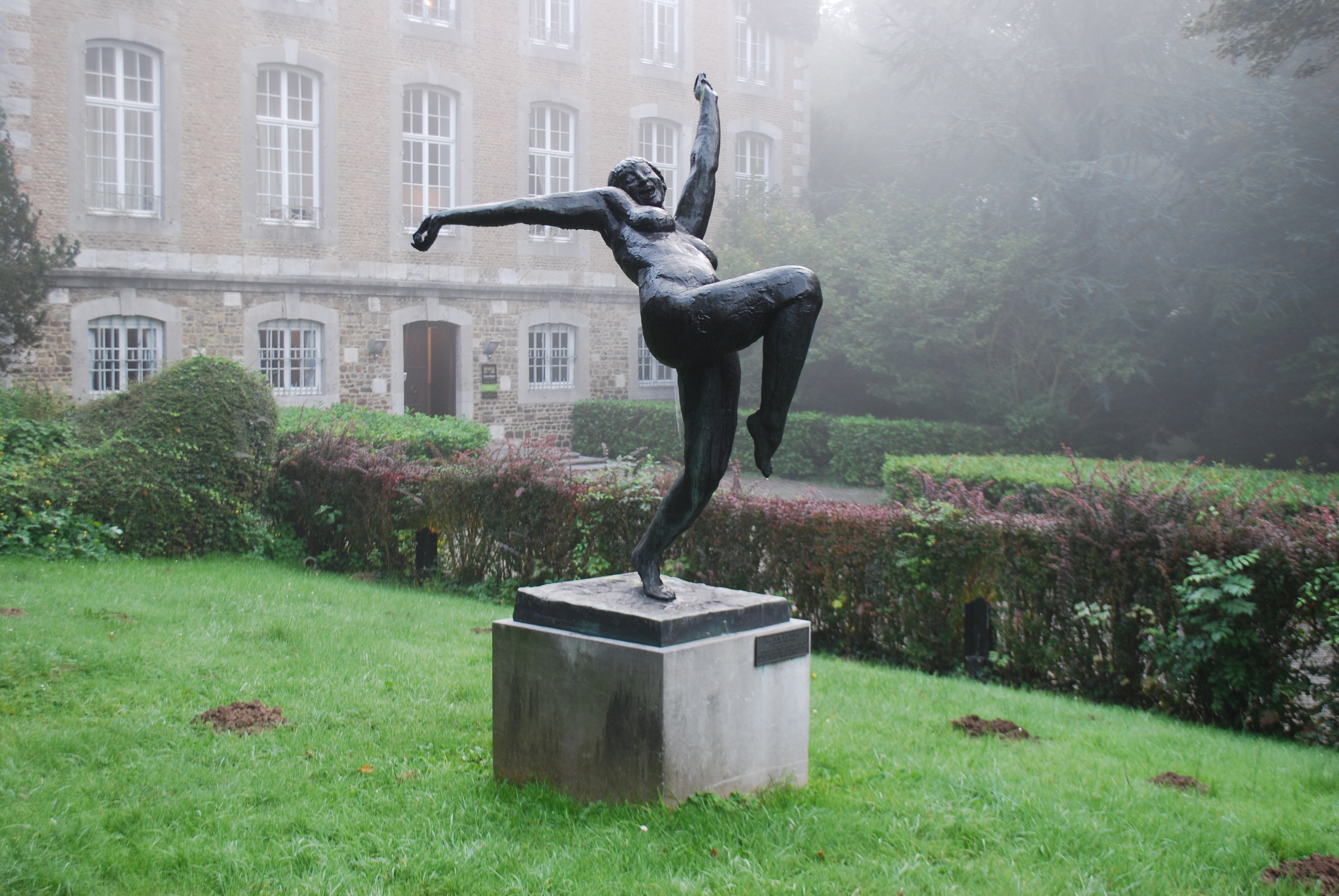
Rik Wouters, La Vierge folle (1912), université de Liège, musée en plein air du Sart Tilman, sculpture inspirée d'un mouvement d'Isadora Duncan.

Son importante influence inspire de nombreux artistes et auteurs dans leurs créations de sculptures, bijoux, poésies, romans, photographies, aquarelles et peintures, à l'exemple du personnage d'Élise Angel du roman de John Cowper Powys intitulé Comme je l'entends . Élise est une danseuse librement inspirée d'Isadora Duncan et représentant l'amante (libre) du héros principal, Richard Storm, en contraste avec son autre amour, légitime et possessif, Nelly.
Lorsque le théâtre des Champs-Élysées est construit en 1913, le portrait d'Isadora est gravé par Antoine Bourdelle dans les bas-reliefs situés au-dessus de l'entrée, et peint par Maurice Denis sur la fresque murale de l'auditorium représentant les neuf Muses. À cette époque, elle s'installe à Meudon Bellevue, où elle fonde une nouvelle école de danse.

### Engagement politique et mariage
En 1922, afin de montrer son adhésion à l'expérience sociale et politique de la nouvelle Union soviétique, elle décide de s'installer à Moscou. Sa notoriété internationale apporte une attention plus que bienvenue sur le ferment culturel et artistique du nouveau régime. Elle rencontre et épouse en mai 1922 le poète Sergueï Essénine son cadet de dix-huit ans. Leur relation tumultueuse qui l'épuise et la dureté des conditions de vie sous le régime des Soviets, après la révolution, l'amènent à retourner à l'Ouest en 1924. Au cours de sa dernière tournée aux États-Unis en 1922-1923, elle agite une écharpe rouge qu'elle porte sur sa poitrine en proclamant : « Ceci est rouge ! Je le suis aussi ! ». Essénine l'accompagne en tournée en Europe, mais ses tendances alcooliques et les accès de rage qui s'ensuivent l'amènent régulièrement à détruire des meubles ou enfoncer des portes et fenêtres dans leurs chambres d'hôtel, générant une publicité tapageuse autour du couple. L'année suivante, il quitte Isadora, leur divorce sera prononcé, il retourne à Moscou, où il entre bientôt en dépression nerveuse puis est interné dans une institution spécialisée. Il est admis qu'une fois sorti de l'hôpital il se suicide, à l'âge de 30 ans, le 28 décembre 1925. Les circonstances de sa mort ne sont pourtant pas claires et le doute persiste entre meurtre et suicide.

### Vie privée

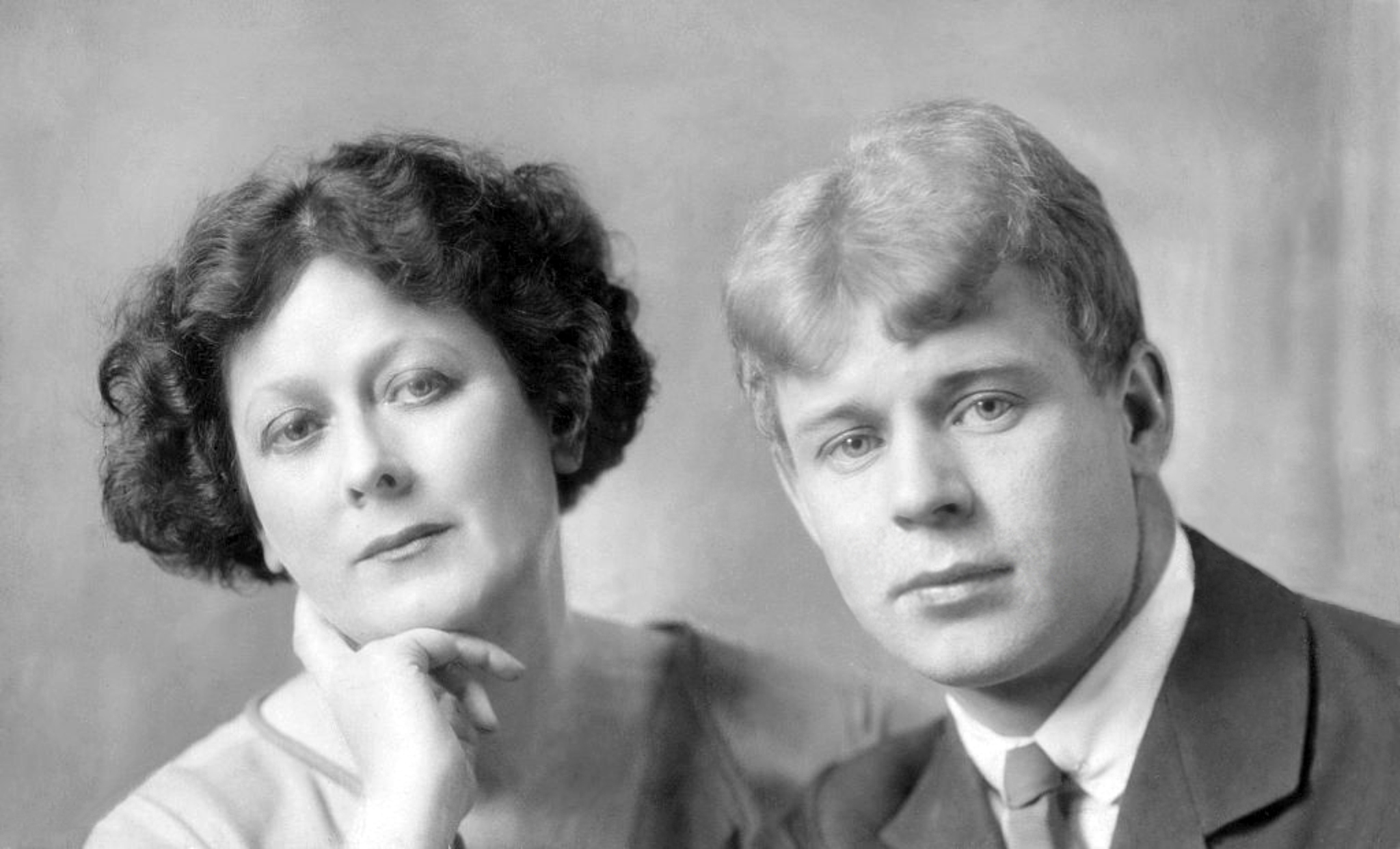
Isadora Duncan avec Sergueï Essénine en 1923.

La vie privée d'Isadora Duncan, tout comme sa vie professionnelle, fait fi de toutes les mœurs et règles de la moralité traditionnelle. Bisexuelle, ce qui n'est pas chose inhabituelle dans les cercles hollywoodiens de l'époque[réf. nécessaire], elle a une longue relation très passionnée avec la poétesse Mercedes de Acosta et a aussi été probablement engagée dans une histoire amoureuse avec l'autrice Natalie Barney. Elle a notamment déclaré : « Je crois que l'amour le plus élevé est une pure flamme spirituelle qui ne dépend pas nécessairement du sexe du bien-aimé. »
Elle a une liaison avec Jules Grandjouan, dessinateur et révolutionnaire connu pour ses dessins dans L'Assiette au beurre, qui dessine aussi sa danse, et avec le compositeur André Caplet.
Isadora Duncan a deux enfants hors mariage : Deirdre, née le 24 septembre 1906, avec le décorateur de théâtre Gordon Craig, et Patrick, né le 1er mai 1910, avec Paris Singer qu'elle surnomme « Lohengrin », l'un des nombreux enfants d’Isaac Merritt Singer, le fondateur des célèbres machines à coudre de même nom.
Pour Isadora Duncan, Paris Singer fait aménager l'hôtel Coulanges de la place des Vosges : il fait transformer la salle de réception en une salle de danse avec un escalier monumental, celle-ci devenant un lieu de représentation où la jeune femme peut esquisser ses chorégraphies.
Mais le 19 avril 1913 survient la noyade dans la Seine de Deirdre et Patrick Augustus lors d'un accident. Les enfants se trouvent dans la voiture avec leur nourrice Annie McKessack Sim, d'origine écossaise, de retour d'une journée d'excursion pendant qu'Isadora est restée à la maison. La voiture fait un écart pour éviter une collision. Le moteur cale, le chauffeur sort de la voiture pour faire redémarrer le moteur à la manivelle, mais il a oublié de mettre le frein à main. Dès qu'il fait démarrer la voiture, celle-ci traverse le boulevard Bourdon à Neuilly-sur-Seine, dévale la pente, et les deux enfants et leur nourrice meurent noyés dans la Seine.
De douleur, Isadora Duncan voyage en Italie et conçoit un enfant avec un aristocrate italien. Le 3 août 1914, elle accouche à Meudon, d'un fils présenté sans vie, ainsi qu'elle le raconte dans son autobiographie intitulée Ma vie : « Je crois qu'à ce moment-là, j'atteignis le sommet de la douleur humaine, car avec cette mort il me semblait que mes autres enfants mouraient encore une fois ; c'était comme la répétition de la première agonie, avec quelque chose qui s'y ajoutait encore. »

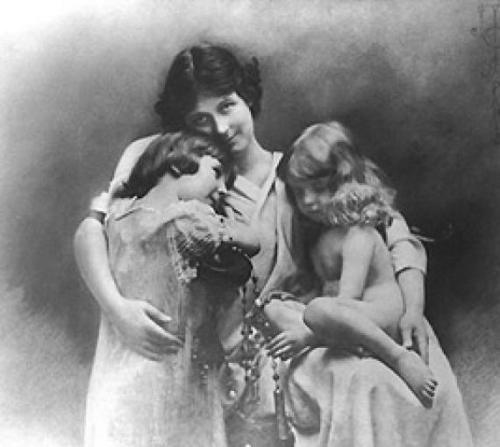
Isadora Duncan et ses deux enfants vers 1912 (photographie d'Otto Wegener).

Après l'accident emportant ses deux jeunes enfants et la mort de son bébé, Isadora Duncan se retire quatre mois à Deauville, d'août à novembre 1914. Elle loge à l'hôtel Normandy, puis loue la villa Black and White. Elle a là une liaison avec un médecin local, le Dr André. Elle voyage ensuite à Corfou, lors de sa convalescence, avec son frère et sa sœur. Puis elle passe plusieurs semaines dans un complexe au bord de la mer à Viareggio, en compagnie de l'actrice Eleonora Duse. Le fait que celle-ci sorte tout juste d'une relation lesbienne avec la jeune rebelle féministe Lina Poletti alimente les spéculations quant à la nature de la relation qui unit les deux femmes. Néanmoins il n'a jamais été prouvé qu'elles aient été engagées dans une relation amoureuse.
Dans son livre autobiographique Ma vie, Isadora Duncan raconte entre autres sa très brève rencontre, en septembre 1918, avec l'aviateur Roland Garros en ces termes :

« Tous les matins, à cinq heures, nous étions réveillés par le brutal boum de la Grosse Bertha, prélude à un jour sinistre qui nous apportait de nombreuses nouvelles terribles du Front. La mort, les flots de sang, la boucherie emplissaient ces heures misérables, et, à la nuit, c’étaient les sirènes annonçant les raids aériens. Un merveilleux souvenir de cette époque est ma rencontre avec le fameux As, Garros, dans le salon d’une amie, lorsqu’il se mit au piano pour jouer du Chopin et que je dansai. Il me ramena à pied de Passy à mon hôtel du Quai d’Orsay. Il y eut un raid aérien, que nous regardâmes en spectateurs, et pendant lequel je dansais pour lui sur la place de la Concorde - Lui, assis sur la margelle d’une fontaine, m’applaudissait, ses yeux noirs mélancoliques brillant du feu des fusées qui tombaient et explosaient non loin de nous. Il me dit cette nuit qu’il ne pensait à et ne souhaitait que la mort. Peu après, l’Ange des Héros l’a saisi et l’a transporté ailleurs. »

Roland Garros en effet trouve la mort à l'issue d'un combat aérien quelques jours plus tard, le 5 octobre 1918.

### Mort
Isadora Duncan meurt tragiquement le 14 septembre 1927 à Nice. Le long foulard de soie qu'elle porte se coince dans les rayons de la roue de l'Amilcar GS de son garagiste Benoît Falchetto,. Elle est brutalement éjectée du véhicule et meurt sur le coup dans sa chute sur la chaussée. Elle est incinérée et ses cendres sont déposées à Paris au columbarium du cimetière du Père-Lachaise (case 6796) auprès de celles de ses enfants Deirdre et Patrick (respectivement cases 6793 et 6805), morts quatorze ans plus tôt.

## Apport à la danse contemporaine
Isadora Duncan tire sa première idée de la danse du rythme des vagues de l'océan Pacifique, près duquel elle vécut toute sa jeunesse en Californie.
Elle est l'une des premières à réagir à la contrainte imposée au corps par le tutu ou par les pointes. Elle danse pieds nus, voire totalement nue, et à l'extérieur. Elle est également l'une des premières à s'affranchir de la musique et à trouver sa propre musicalité interne.
D'après Serge Lifar, la « danse nouvelle », invoquée par Isadora, est « une prière et ses mouvements doivent diriger leurs ondes vers le ciel en communiquant au rythme éternel de l'univers ».
Pour elle, il s'agit en effet surtout d'un renouveau spirituel, personnel et collectif. Elle déclare être venue en Europe « pour amener une renaissance de la religion au moyen de la danse, pour révéler la beauté et la sainteté du corps humain par l'expression de ses mouvements, et non pour distraire après-dîner des bourgeois gavés » : « Danser, c'est prier ». Elle pense d'ailleurs construire un temple de la danse, en plus d'une école, lorsqu'elle rencontre Alexandre Scriabine, en 1912. Et elle se produit à Vienne, Berlin et Munich en 1905, accompagnée de dix jeunes chanteurs placés sous la direction d'un séminariste byzantin.

## Isadora Duncan, source d'inspiration de ses contemporains
- Si vous ne connaissez pas le sujet, laissez ce bandeau (vous pouvez alors contacter les auteurs).
- Si vous supprimez le contenu mis en cause (vous pouvez préalablement contacter les auteurs),

argumentez précisément cette suppression dans la page de discussion
(un manque de référence n'est pas un argument ; une recherche réelle de référence doit avoir été effectuée, être formellement documentée).

### Antoine Bourdelle, sculpter le mouvement
Antoine Bourdelle voit Duncan à la Gaîté-Lyrique, où elle se produit en 1909 sur Iphigénie en Tauride de Gluck. Le jour suivant, Bourdelle a déjà réalisé plus de cent-cinquante croquis d’elle : c’est une révélation esthétique, un coup de foudre artistique. Il la prend en modèle pour la façade du théâtre des Champs-Élysées à Paris, réalisée entre 1910 et 1912. Le sculpteur réalise plusieurs bas-reliefs en partie basse de l’édifice, de gauche à droite, cinq allégories des arts : La Sculpture et l’Architecture, la Musique, la Tragédie, la Comédie et La Danse.

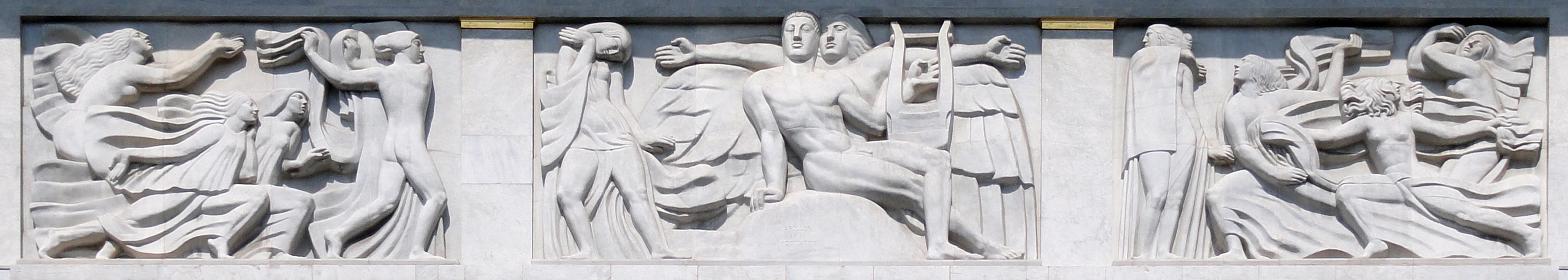
La méditation d'Apollon, Les Muses accourent vers Apollon, 1910-1912, Antoine Bourdelle, bas-relief, Théâtre des Champs-Élysées, Paris

En partie haute, Antoine Bourdelle exécute un ensemble sculpté avec au centre La Méditation d'Apollon, encadré de deux panneaux en symétrie : Les Muses accourent vers Apollon. Dans la réalisation de cette commande, le sculpteur prend le théâtre comme un "Temple des Arts" sous la protection d’Apollon, entouré des neufs muses des arts libéraux.
Le théâtre des Champs-Élysées est d’ossature de béton mais les bas-reliefs sont en marbre, matériau noble et de prédilection pour les réalisations d’architectures antiques, qu'Antoine Bourdelle garde blanc comme les vestiges qui nous sont parvenus (le Parthénon, le Temple d’Apollon à Bassae...). Il reprend également l’adaptation des figures au support en circonscrivant l’action afin qu’elle demande peu de hauteur mais une longueur importante. Bien que considérées comme un tout, les trois scènes sont séparées par des reliefs non sculptés mettant en avant la tripartition de l’espace. Cette réalisation est quelque peu hybride puisque s’il s’agissait d'une reprise des métopes de la frise dorique; on aurait attendu des triglyphes plutôt que des reliefs lisses. Antoine Bourdelle, comme Isadora Duncan, réinterprète la Grèce Antique à ses fins propres et modernes.
En ce qui concerne les neuf muses qui accourent, Antoine Bourdelle est très transparent dans ses écrits et études préparatoires, c’est bien d’Isadora Duncan dont il s’inspire pour les sculpter. Le groupe de gauche comporte trois muses dont les masses s’équilibrent, la plus à gauche a la tête et le bassin projetés en arrière, yeux clos, le buste et les bras qui tendent vers l’avant. Antoine Bourdelle a pensé à la représenter de face, mais il a choisi d’ignorer le spectateur de sa création. Isadora Duncan ne danse pas les yeux clos, mais elle ne cherche aucun contact avec le spectateur dans ses œuvres les plus intimes et personnelles. Souvent assimilée à une danseuse en transe. C’est également à cela que cette figure de marbre fait écho : le corps est représenté entre tension et relâchement. Les deux autres femmes de la partie gauche sont animées d’un mouvement commun, bras ouverts, la jambe gauche pliée portant le poids, et la jambe droite allongée prête à se soulever de terre. C’est une posture très duncanienne, la danseuse est suspendue dans un instant dynamique, naturel (élongation de la marche) et surtout qui n’inclue aucune finalité, dans le prolongement et l’anticipation de l’onde.
On peut également noter la représentation du corps (au sens matériel) dansant puisque les femmes sont fortes voire trapues, les muscles saillants, à l’opposée de la silhouette filiforme d’Anna Pavlova, étoile de ballet, qui danse à la même époque. Le sculpteur simplifie certaines formes pour en mettre d’autres en avant, comme les étoffes, réduites à un simple ensemble de plis triangulaires, au profit des jambes aux muscles dessinés, réalisés en méplat en transparence. Les visages sont individualisés dans leurs expressions, mais pas leurs traits qui s’inscrivent dans un tout, comme les différentes parties d’un chœur tragique qui unissent leur individualité au service d’une harmonie eurythmique. L’eurythmieest une volonté et tentative de symbiose entre le corps et l’esprit, telle une extase dionysiaque, mentionnée par Nietzsche dans Ainsi parlait Zarathoustra : « Par le chant et la danse, l’homme manifeste son appartenance à une communauté supérieure: il a désappris de marcher et de parler et, dansant, il est sur le point de s’envoler dans les airs. Ses gestes disent son ensorcellement. [...] il se sent dieu, il circule lui-même extasié, soulevé, ainsi qu’il a vu dans ses rêves marcher les dieux »
La béatitude des visages et la consonance divine du sujet répondent à ce précepte. Les cheveux sont libres de tout chignon de danse et sont traités volants au vent en plis en bec, comme les vêtements. La muse centrale du groupe de droite est seins nus, en attitude d’allégorie de la Liberté, bras et jambe écartées, regardant hors-scène. Bien qu’Isadora Duncan couvre sa poitrine, sa nudité lui est reprochée autant qu’elle est associée à la liberté. La notion de danse en dehors de la danse lui est également associée. Si elle s’exécute régulièrement dans un espace clos (une scène), sa pratique ne s’enferme pas dans un décor. Elle se produit sur une scène, mais aussi dans la forêt, au bord de la mer, pour elle, son public ou ses élèves. La performance est encadrée mais non sa danse.
Antoine Bourdelle traduit en sculpture la puissance d’Isadora Duncan, lui donnant une force plastique et pérenne d’autant plus importante : allégorie de la Liberté, figure de muse au temple des arts et d’Apollon.

### Fernand Divoire, la liberté mise en mots
Néologiste, Fernand Divoire nous livre en 1909 le terme d’isadorables, désignant six danseuses les plus proches (puis adoptées) d’Isadora Duncan. Divoire est écrivain, un proche ayant côtoyé le duo des sœurs Duncan dans leurs épopées d’écoles, mais aussi les isadorables, produits de ces dernières.
Il s’inspire de cet élan de nouveauté qu’impulsent les Duncan dans ses écrits, et dédie « pour Miss Isadora » sa glose La Danseuse de Diane, en complément aux Dessins sur les danses d’Isadora Duncan, 1911, d’André Dunoyer de Segonzac. Il s’agit d’une longue prose (environ 8 pages entrecoupées de dessins) dans laquelle Divoire glorifie Isadora, tantôt pour elle-même, tantôt en l’associant à Diane. C’est un choix personnel puisque Isadora, elle, s’identifie à Vénus: « Je suis née sous le signe de Vénus – Vénus qui naquit aussi de la mer, et, quand son étoile monte au ciel, les événements me sont toujours propices. », en plus des ménades et bacchantes.
Fernand Divoire nous montre un autre regard sur la danseuse, qui n’est pas seulement belle et créatrice, mais aussi chasseresse et vierge. Dans son style, Divoire essaie déjà de rendre compte de la rupture de la danse de Duncan. Sa prose est marquée de nombreuses figures de styles qu’il superpose, exaltant les sensations du lecteur comme Divoire l’a été face au spectacle de Duncan. « Pour mes narines, elle parfume l’air d’encens. Pour mes yeux, elle tisse le voile léger où viendra se dessiner, dansante, la vision que j’attends. Pour ma bouche, à la fin de cette journée, elle est un exquis breuvage d’oubli, et pour mes oreilles, elle est : la Musique infinie »
Divoire réalise une anaphore en pour, afin d’introduire une synesthésie (« narines » - « parfum », « yeux » - « vision », « bouche » - « breuvage », « oreilles » - « Musique »). Il omet le toucher, puisque s’agissant d’un spectacle c’est un sens qui n’a pas sa place. Fernand Divoire use également de l’anacoluthe, il détourne la syntaxe par une multiplication de virgules et des prépositions introduisant des compléments sans antécédent. Il personnifie en Isadora la Musique entière, par l’usage d’une majuscule. Plus que la danser, elle l’incarne. Son aisance rédactionnelle, sa prétendue brutalité et spontanéité du récit font écho à la sinuosité, non-conformité de la danseuse, ou encore les accusations d’improvisations qui lui sont faites. Fernand Divoire développe un éloge comme s’il déroulait une pelote de fil, de manière continue et sans paraître revenir en arrière pour structurer ce qu’il rédige, signalant l’infinité du langage et de ses combinaisons. À souligner que Divoire fait partie des cercles dits d’avant-garde, contemporain de la génération d’écrivains surréalistes (sans s’en revendiquer), de l’écriture automatique et autres expériences lexicales. En bref, Fernand Divoire écrit une prose très libre, en rupture avec les schémas de récit traditionnel bien qu’infiniment savante et riche stylistiquement.
La description qu’il réalise d’Isadora Duncan est à la hauteur de sa forme : étonnante et singulière. Il s’adresse à elle « Car tu es la danseuse de Diane. Comme elle, tu portes la tunique courte et comme les siens tes cheveux sont noués pour la course. Comme elle, tu es naïve et barbare ; comme elle, tu aimes l’effort des longues poursuites et la candeur paisible et froide des nuits bleues. Danse devant nous et devant nos compagnes ornées de dentelles et de pierres brillantes, toi qui tuas à coups de flèches les enfants de Niobé la vaine. ».C’est bien de Diane qu’il s’agit, dans sa dualité de vierge chasseresse (« naïve et barbare »). La jeunesse et l’innocence sont souvent données à Isadora, comme Marguerite de Saint-Marceaux qui lui donne à peine dix-huit ans en 1901, lorsqu’elle en a vingt-quatre passés.
Fernand Divoire souligne sa naïveté mais la détache aussi du commun des femmes, opposant la « tunique courte » aux « dentelles » et « pierres brillantes » des dames qui constituent le public avec lui. Fernand Divoire met en avant la simplicité, la pureté ou encore l’authenticité d’une féminité sans parures ni richesses. Dans ces deux extraits, l’écrivain met majoritairement l’accent sur des aspects d’Isadora qu’elle revendique, à savoir son authenticité, son association à la mythologie antique, son dépouillement, la pureté de sa danse totale et sa liberté moderne. Ces deux dernières notions, d’art total et de liberté, Divoire sait les retranscrire dans la forme même de sa glose. Il élit la prose, et se donne une liberté stylistique, ponctuée d’accès laudatifs comme un écrivain en transe, inspiré par sa muse antique. La mise en page, entourant les dessins de Dunoyer de Segonzac, est également pensée dans un souci de plénitude de l’espace du papier, laissant cohabiter deux arts pour témoigner d’un troisième.
Fernand Divoire compose également une Exhortation à la victoire dédiée à Isadora Duncan, entre 1913 et 1914. Il entre dans la conception duncanienne de l’art comme symbole de vie, et lui offre un chœur tragique en soutien au deuil de ses enfants. Il met en mots des supplications d’hommes, de femmes et d’adolescents pour qu’elle se lève de sa douleur et danse à nouveau, ancrant une tragédie personnelle dans une tragédie théâtrale, antique et intemporelle. Ce flottement entre art et vie qui s’entremêlent et se nourrissent (à ne pas confondre avec l’autobiographie, même si les deux notions se nouent) est une conception forte et fondamentale qui a une vraie postérité dans la conception même de l’art, dans les générations artistiques suivantes.

## Postérité
Sa carrière durant, Isadora Duncan détesta les aspects commerciaux des performances publiques ; elle voyait les tournées, les contrats, et autres aspects pratiques de son métier comme autant de distractions de sa vraie mission : la création de la beauté et l'éducation des jeunes. Pédagogue extrêmement douée, totalement non conventionnelle, elle fut la fondatrice de trois écoles dédiées à la transmission de sa philosophie à des groupes de jeunes filles — sa tentative d'y inclure des garçons se révéla toutefois un véritable échec [réf. souhaitée]. La première à Grunewald, en Allemagne, donna naissance à son groupe le plus célèbre d'élèves : les Isadorables, qui prirent chacune son nom de famille — en guise de nom de scène — et dansèrent avec elle, mais aussi de façon tout à fait indépendante. La deuxième école eut une courte existence avant la Première Guerre mondiale, dans un château situé en dehors de Paris ; quant à la troisième école, elle fit partie des tumultueuses expériences menées par Isadora à Moscou pendant la révolution russe.
L'enseignement mené par Isadora Duncan ainsi que ses élèves lui apportèrent fierté et angoisse. Sa sœur Elizabeth prit en charge l'école allemande et l'adapta à la philosophie germanique de son mari allemand. Les Isadorables étaient alors des danseuses à double face, imprégnées de l'énergie chorégraphique d'Isadora, mais opposées à elle par leur constante volonté de danser dans un but commercial. L'une d'entre elles, Lisa Duncan, était constamment punie pour avoir dansé dans des boîtes de nuit.[réf. souhaitée] Et la plus connue du groupe, Irma Duncan, qui resta en Union soviétique après le départ d'Isadora et s'occupa ensuite de faire marcher l'école de Moscou, ne cessait de provoquer la colère d'Isadora en autorisant les élèves à danser de façon trop publique et trop commerciale à son goût.[réf. souhaitée]

## Publications
- Ma vie, traduit de l'anglais par Jean Allary, éditions Gallimard, 1928.
- Écrits sur la danse, illustré par Antoine Bourdelle, José Clara et Grandjouan, Paris, éditions du Grenier, 1927 ; tiré à 795 exemplaires.

## Isadora Duncan dans la culture

### Cinéma
- Dans le film Bad Boy, sorti en 1925, le personnage de Jimmy Jump la parodie lors d'un concours de danse.
- La Danseuse, film français de Stéphanie Di Giusto (2016) raconte le parcours de la danseuse Loïe Fuller et celui d'Isadora Duncan (interprétée par Lily-Rose Depp).
- Isadora, film franco-britannique de Karel Reisz (1968), avec Vanessa Redgrave dans le rôle d'Isadora.
- Le réalisateur français Damien Manivel tourne en 2019 le film Les Enfants d'Isadora, sur le solo La Mère d'Isadora Duncan. Entre fiction et documentaire, le film suit successivement la rencontre de quatre femmes avec ce solo.

### Littérature
- Elle fait partie des personnalités (parmi lesquelles elle est la seule femme) dont John Dos Passos a écrit une courte biographie, au sein de sa trilogie U.S.A.
- L'autrice Sophie Audouin-Mamikonian a appelé son héroïne Tara Duncan en l'honneur d'Isadora Duncan[37]
- La poétesse américaine Sylvia Plath fait référence à sa mort tragique dans le poème Fever 103°, issu du recueil Ariel.
- L'auteur Lemony Snicket a nommé deux personnages de Les Désastreuses Aventures des orphelins Baudelaire en hommage à la danseuse : Isadora et Duncan, deux des triplés Beauxdraps, .
- Le roman Perdu, le jour où nous n'avons pas dansé de Caroline Deyns, sorti en 2015, a pour personnage principal Isadora Duncan.
- L'autrice Évelyne Brisou-Pellen raconte le parcours d'Isadora Duncan dans le livre pour la jeunesse Danse, Isadora ! paru en 2020.

### Bande dessinée
- Isadora, bande dessinée de Clément Oubrerie et Julie Birmant, Dargaud, 2017.
- Isadora Duncan, the Biggest Dancer in the World, téléfilm britannique de Ken Russell (1966).
- Elle fait partie des personnalités représentées sur la photo de classe dans la bande-dessinée de Ptiluc, La Foire aux cochons.
- La bande dessinée Isadora, sortie en 2017, de Julie Birmant et Clément Oubrerie, a pour personnage principal la danseuse.
- Il était une fois dans l'Est, Birmant/Oubrerie, Dargaud, 2015  (ISBN 978-2205072631).

### Musique
- Le chanteur français Kent lui consacre une chanson en 1987 sur son album Le Mur du son.
- La chanteuse française Ana Pankratoff lui consacre une chanson, Isadora, texte de Jean-Marie Moreau, sur son premier album paru en 2008.
- Le chanteur Hubert-Félix Thiéfaine lui fait référence dans une chanson La terre tremble sur l'album Fragments d'hébétude paru en 1993.
- La chanteuse Priscilla, sur son album éponyme, chante Isadora, dont les textes parlent de danse.
- Le chanteur Vic Chesnutt, sur son album Little, évoque une rencontre en rêve avec la danseuse dans la première chanson de l'album intitulée tout simplement Isadora Duncan.
- Le chanteur Pete Doherty lui rend hommage dans la chanson Salome sur l'album Grace/Wastelands paru en 2009.
- La chanteuse cubaine Celia Cruz, accompagnée de l'orchestre Fania All Stars, lui rend également hommage dans la chanson Isadora Duncan parue dans l'album Que pasa en 1978.
- Le chanteur russe Aleksandr Malinine (en) lui a consacré une chanson, Isadora (en russe : Айседора).
- Le chanteur français Philippe Prohom lui consacre une chanson sur son EP La Vie sans (sorti en 2010), intitulée Isadora, dont la musique est écrite par Philippe Prohom et le texte par Marie Nimier et Thierry Illouz.
- La chanteuse française Clarika lui consacre une chanson, simplement intitulée Isadora, sur son album Danse encore sorti en 2024.

### Toponymie
- La mairie de Paris a créé une allée en son nom, l'allée Isadora-Duncan, dans le 15e arrondissement de Paris.
- La ville d’Igny, dans l’Essonne, possède un centre culturel Isadora-Duncan.
- Le cratère vénusien Duncan a été nommé en son honneur en 1985[38].

#### Émissions de radio
- Irène Omélianenko, « Une vie, une œuvre - Isadora Duncan ou l'art de danser sa vie (1877-1927) » [audio], France Culture
- « Ma vie de Isadora Duncan – 5 épisodes » [audio], sur France Culture, Fictions (consulté le 21 décembre 2020)